# Simon Bertling
Simon Bertling (* 1973) ist ein deutscher Regisseur und Komponist.

## Werk
Er produzierte mit Christian Hagitte unter anderem die Hörspielserien „Edgar Allan Poe“ mit Ulrich Pleitgen und Iris Berben und die Hörspielserie „Hui Buh“ mit Christoph Maria Herbst sowie „Perry Rhodan“ mit Volker Lechtenbrink und schrieb die Musik für die Hörspiele.
Die „Edgar Allan Poe“-Hörspiele waren 2006 für den Deutschen Hörbuchpreis des WDR nominiert, wurden mit dem Hörspielaward und dem Ohrkanus ausgezeichnet und vom Hessischen Rundfunk ausgestrahlt.
Außerdem schrieb er mit Hagitte zusammen die Titelmusik und den Score für die Hörspielserie „Die drei ???“ ab Folge 125 sowie die Hörspielmusik zur Fantasy-Trilogie „Die Wellenläufer“ von Kay Meyer.
Zusammen mit Christian Hagitte zeichnet er auch die Filmmusiken der Filme Kapital: Mensch, Die Menschenfischer und Kommt Europa in die Hölle? von Lilian Franck und Robert Cibis.

## Privates
Er lebt mit seiner Familie in Berlin.